# Sminthuridini
Tribu
Les Sminthuridini sont une tribu de collemboles de la famille des Sminthurididae.

## Liste des genres
Selon Checklist of the Collembola of the World (version du 19 août 2019) :
- Boernerides Bretfeld, 1999
- Debouttevillea Murphy, 1965
- Denisiella Folsom & Mills, 1938
- Pedonides Bretfeld, 2010
- Pygicornides Betsch, 1969
- Sinnamarides Betsch & Waller, 1991
- Sminthurides Börner, 1900
- Sminthuridia Massoud & Betsch, 1972
- Stenacidia Börner, 1906
- Yosiides Massoud & Betsch, 1972

## Publication originale
- Börner, 1906 : Das System der Collembolen nebst Beschreibung neuer Collembolen des Hamburger Naturhistorischen Museums. Mitteilungen aus dem Naturhistorischen Museum in Hamburg, vol. 23, p. 147-188 (texte intégral).